# Adjaha
Adjaha ist ein Arrondissement im Departement Mono im westafrikanischen Staat Benin. Es ist eine Verwaltungseinheit, die der Gerichtsbarkeit der Kommune Grand-Popo untersteht.

## Demografie und Verwaltung
Gemäß der Volkszählung 2013 des beninischen Statistikamtes INSAE hatte das Arrondissement 6877 Einwohner, davon waren 3300 männlich und 3577 weiblich.
Von den 60 Dörfern und Quartieren der Kommune Grand-Popo entfallen acht auf Adjaha:
1. Adjaha
2. Conho
3. Cotocoli
4. Kpovidji
5. Seho Condji
6. Todjonoukoin
7. Tokpa Monoto
8. Tokpa-Aïzo